# Daouda Camara
Daouda Camara est un footballeur international guinéen né le 12 mars 1994 à Kindia. Il évolue au poste de milieu de terrain à l'Abha Club en Arabie saoudite.

## Carrière
- 2011-2012 : Hafia Conakry ( Guinée)
- depuis 2012 : Espérance sportive de Tunis ( Tunisie)
  - 2015-déc. 2015 :  CS Hammam-Lif[1] (prêt)
  - jan. 2016 : Stade gabésien ( Tunisie) (prêt)
- 2016-2017 : Union sportive de Tataouine ( Tunisie)
- 2017-2018 : Racing Club de Beyrouth ( Liban)
- 2018- : Abha Club ( Arabie saoudite)
- 2021-202. : Al Mansourah SC ( Égypte)

## Palmarès
- Championnat de Tunisie en 2014 avec l'Espérance sportive de Tunis
- 6 sélections